# Braunflügel-Ameisenwürger
Der Braunflügel-Ameisenwürger (Thamnophilus murinus) zählt innerhalb der Familie der Ameisenvögel (Thamnophilidae) zur Gattung Thamnophilus.
Die Art kommt in Bolivien, Brasilien, Ecuador, Französisch-Guayana, Guyana, Kolumbien, Peru, Surinam und Venezuela vor.
Das Verbreitungsgebiet umfasst feuchten tropischen oder subtropischen Wald, insbesondere „Wald mit weißem Sand“ (white-sand forest), gut entwässerter, hügeliger Terra Firme im Amazonasbecken und angrenzenden Andenausläufern bis 800 m Höhe.
Der lateinische Artzusatz kommt von lateinisch mus, muris ‚Maus (mausfarben)‘.

## Merkmale
Der Vogel ist 13–14 cm groß und wiegt zwischen 17 und 20 g. Das Männchen ist auf der Oberseite grau, die Kappe diskret dunkler gebändert, die Flügel sind dunkel gelblich-braun, die Flügeldecken grauer mit weißen Spitzen und kleinen weißen Flecken, der Schwanz ist bräunlich-schwarz und grau mit weißen Spitzen. Die Unterseite ist blasser, in der Mitte oft weißlich. Die Iris ist grau oder häufig braun bis honigfarben.
Das Weibchen hat eine rotbraune abgesetzte Kappe, die Oberseite ist olivbraun, die Flügel braun, Flügeldecken und Flügelspitzen weißlich berändert. Der Schwanz hat eine warme dunkelbraune Färbung, die äußeren Steuerfedern haben diskrete weißlich Spitzen. Die Unterseite ist blassgrau mit gelblich-brauner Färbung auf der Brust.

## Geografische Variation
Es werden folgende Unterarten anerkannt:
- T. m. canipennis Todd, 1927 – Äußerster Osten Kolumbiens bis Guayana, Suriname und Brasilien nördlich des Amazonas
- T. m. cayennensis Todd, 1927 – Französisch-Guayana und Nordosten Brasiliens
- T. m. murinus P. L. Sclater & Salvin, 1868,  Nominatform – Ostkolumbien bis Suriname, Nordbrasilien nördlich des Amazonas

## Stimme
Der Ruf wird als dem des Schiefergrauen Ameisenwürgers (Thamnophilus schistaceus) ähnlich, aber meist etwas kürzer beschrieben.

## Lebensweise
Die Nahrung besteht hauptsächlich aus Insekten und Gliederfüßern, die meist nicht in gemischten Jagdgemeinschaften im Unterholz bis mittlere Baumhöhe gesucht werden.
Über die Brutzeit ist nur wenig bekannt.

## Gefährdungssituation
Der Bestand gilt als nicht gefährdet (Least Concern).